# Спесивцева, Виктория Игоревна
Виктория Игоревна Спесивцева (укр. Вікторія Ігорівна Спесивцева; род. 25 декабря 1973) — украинская актриса театра и кино.

## Творчество
Родилась 25 декабря 1973 года. Играла главные роли в спектаклях А. В. Жолдака. Была актрисой КУГАДТ имени И. Я. Франко.
В 2012 году сыграла главную женскую роль в киноленте «Люби меня».

## Личная жизнь
- бывшая жена режиссёра А. В. Жолдака, кума актера театра и кино Б. С. Ступки.
- дети — Янек, Адам.

Постоянно проживает в Германии (с 2005 года в Берлине).

## Фильмография
- 2003 — Мамай
- 2012 — Люби меня

## Награды и премии
- Государственная премия Украины имени Александра Довженко (2004) — за выдающийся творческий вклад в создание полнометражного художественного фильма «Мамай»[2]